# Poecilia koperi
Poecilia koperi là một loài cá nước ngọt thuộc chi Poecilia trong họ Cá khổng tước. Loài này được mô tả lần đầu tiên vào năm 2003.

## Từ nguyên
Danh pháp của loài cá này, P. koperi, được đặt theo tên của Michel Koper, một người bạn của Poeser.

## Phân bố và môi trường sống
P. koperi được tìm thấy tại vùng nước lợ ven biển từ bán đảo Araya, Venezuela trải dài đến bờ đông Colombia.

## Mô tả
Mẫu vật lớn nhất của P. koperi có chiều dài cơ thể được ghi nhận là 5,6 cm, thuộc về cá thể mái. Con đực có khoảng 10 sọc dọc trên thân, trải dài đến gốc đuôi; vây lưng có một đốm đen nổi bật ngay gốc, bên ngoài là các chấm nhỏ màu đen. Cá cái có màu sắc như cá đực, nhưng các sọc trên cơ thể mờ hơn; vây cá cái không có đốm và mõm không nhọn như cá đực.
Số tia vây mềm ở vây lưng: 7 - 8; Số tia vây mềm ở vây hậu môn: 8; Số tia vây mềm ở vây ngực: 16; Số tia vây mềm ở vây đuôi: 16 - 17.